# Lhottka Ferenc
Lhottka Ferenc (1896. szeptember 1. – ?) válogatott magyar labdarúgó, csatár, balszélső. 1920-ban külföldre távozott.

## Pályafutása

### Klubcsapatban
A Törekvés labdarúgója volt, ahol egy-egy bajnoki ezüst- és bronzérmet nyert a csapattal. Mindkét lábbal jól kezelte a labdát, így jobb- és balszélsőként is játszott.

### A válogatottban
1920-ban egy alkalommal szerepelt a magyar labdarúgó-válogatottban.

## Sikerei, díjai
- Magyar bajnokság
  - 2.: 1916–17
  - 3.: 1917–18
- Francia kupa
  - döntős: 1930

## Statisztika

### Mérkőzései a válogatottban
| Magyarország | Magyarország    | Magyarország    | Magyarország    | Magyarország | Magyarország | Magyarország | Magyarország | Magyarország |
| #            | Dátum           | Helyszín        | Hazai           | Eredmény     | Vendég       | Kiírás       | Gólok        | Esemény      |
| ------------ | --------------- | --------------- | --------------- | ------------ | ------------ | ------------ | ------------ | ------------ |
| 1.           | 1920. május 2.  | Bécs, WAC-Platz | Ausztria        | 2 – 2        | Magyarország | barátságos   | -            |              |
|              | 1920. május 14. | Pforzheim       | Dél-Németország | 0 – 1        | Magyarország | barátságos   | -            |              |
|              | Összesen        |                 |                 | 1            | mérkőzés     |              | 0            | gól          |